# Egon Hanfstaengl
Egon Ludwig Sedgwick Hanfstaengl (* 3. Februar 1921 in New York; † 21. März 2007 in den USA) war ein deutscher Kunstverleger.

## Leben
Hanfstaengl war der Sohn von Ernst Hanfstaengl, einem Parteigänger und Berater Adolf Hitlers, und der in den USA lebenden Deutschen Helene Hanfstaengl, geborene Niemeyer. Hitler wurde sein Patenonkel. Er hatte eine Schwester, Hertha, die im Alter von fünf Jahren starb. Er erhielt seine Schulausbildung in England und Deutschland, wo er auch der Hitler-Jugend (HJ) beitrat.
Ernst Hanfstaengl, der ab Mitte der 1930er Jahre bei Hitler in Ungnade gefallen war, setzte sich 1937 in die Schweiz ab. Er holte seinen Sohn nach und schickte ihn zum Studium über England in die Vereinigten Staaten. Egon Hanfstaengl besaß auch von Geburt an die amerikanische Staatsbürgerschaft. Als Sohn eines prominenten ehemaligen Spitzenfunktionärs der NSDAP, über den die amerikanische Presse regelmäßig berichtete, geriet auch Egon Hanfstaengl in den Fokus der Berichterstattung. So vermeldete die New York Times die  Aufnahme des 18-Jährigen an die Universität Harvard. Ebenso berichtete die Zeitung darüber, dass er sich Anfang 1941 freiwillig zum United States Army Air Corps meldete. Die Nachricht über Egon Hanfstaengls Eintritt in die US-Army fand auch Beachtung durch Reichspropagandaminister Joseph Goebbels, er machte einen entsprechenden Eintrag in sein Tagebuch.
Der Journalist John Franklin Carter, der als Berater des US-Präsidenten Franklin D. Roosevelt psychologische Einschätzungen der NS-Führer erstellen ließ, befragte auch Hanfstaengl Vater und Sohn dazu. Als Egon Hanfstaengl mit der Arbeit an einem Buch über die HJ begann, diktierte Roosevelt, der seinen Vater Ernst Hanfstaengl vom Studium in Harvard kannte, nach dem Bericht Carters spontan mehrere Absätze für ein Vorwort. Amerikanischen Akten zufolge hat sich Egon Hanfstaengl angeboten, 1943 zu Hitler auf den Berghof bei Berchtesgaden zu reisen, um dort einen Anschlag auf ihn zu verüben, doch hat das Weiße Haus diesen Vorschlag ignoriert.
Nach dem Zweiten Weltkrieg war Egon Hanfstaengl Dozent für europäische und amerikanische Geschichte am Brooklyn College in New York. Von 1958 bis zu deren Auflösung 1980 war er Geschäftsführer der Kunst- und Verlagsanstalt Franz Hanfstaengl in München. Als Patenkind Adolf Hitlers trat er in mehreren Dokumentarfilmen über Hitler auf.